# Lúcio de Mendonça

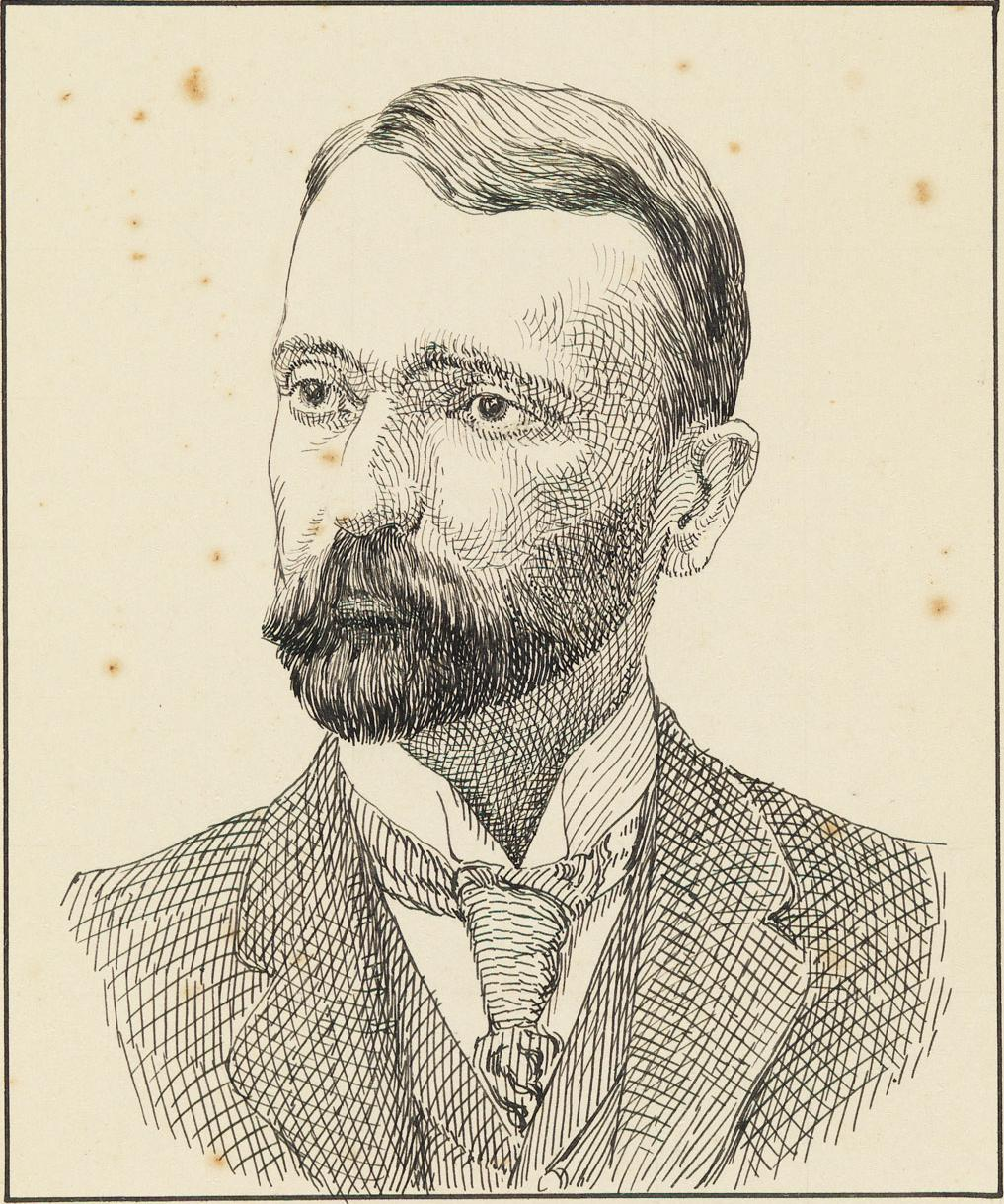
Lúcio de Mendonça (1854–1909)

Lúcio de Mendonça (* 10. März 1854 in Piraí, Rio de Janeiro; † 23. November 1909 in Rio de Janeiro; vollständiger Name Lúcio Eugênio de Meneses e Vasconcelos Drummond Furtado de Mendonça) war ein brasilianischer Anwalt, Journalist, Magistrat und Schriftsteller und „Vater“ der Academia Brasileira de Letras.

## Biographie
Lúcio de Mendonça wurde als Sohn von Salvador Furtado de Mendonça und Amália de Meneses Drummond geboren. Nach dem frühen Tod seines Vaters wurde er 1859 nach São Gonçalo do Sapucaí in Minas Gerais geschickt.
1871 begann er ein Jurastudium, welches er aufgrund seiner republikanischen Gesinnung für zwei Jahre unterbrechen musste. In dieser Zeit ging er nach Rio de Janeiro, wo er zusammen mit seinem Bruder Salvador de Mendonça für eine republikanische Zeitschrift arbeitete. Er traf auf zahlreiche Schriftsteller und Intellektuelle, unter ihnen Machado de Assis, dem er das Vorwort seiner ersten Veröffentlichung Névoas matutinas widmete.
Nach seinem Abschluss 1878 kehrte er nach São Gonçalo do Sapucaí zurück und begann eine politische Karriere als Vereador. Neben seinem Engagement für den Republikanismus (Brasilien war zu dieser Zeit noch ein Kaiserreich) betätigte er sich auch literarisch und schrieb Erzählungen. Nach der Proklamation der Republik 1889 nahm er zahlreiche Ämter wahr. Ab 1895 arbeitete er am höchsten brasilianischen Gericht (Supremo Tribunal Federal).
Unter Pseudonym setzte er auch seine schriftstellerische Tätigkeit fort und veröffentlichte weiterhin in Zeitschriften. Zusammen mit den Schriftstellern Machado de Assis und Joaquim Nabuco regte er 1896 die Gründung der Academia Brasileira de Letras an, einer literarischen Akademie nach Vorbild der Académie française.
In seinen letzten Lebensjahren verlor er aufgrund einer Krankheit sein Augenlicht, so dass er von seinen Ämtern zurücktreten musste.

## Werke
- Névoas matutinas – Gedichte – 1872
- Alvoradas – Gedichte – 1875
- O marido da adúltera – Chronik – 1882
- Visões do abismo – Gedichte – 1888(?)
- O escândalo – Pamphlet (mit Valentim Magalhães) – 1888 oder 1989
- Esboços e perfis – Erzählungen – 1889
- Vergastas – Gedichte – 1889
- Canções de outono – Gedichte – 1896
- Horas do bom tempo – Erinnerungen und Phantasien – 1901
- Murmúrios e clamores – Gesammelte Gedichte – 1902
- Páginas jurídicas – juristische Arbeiten – 1903
- A caminho – republikanische Werbeschrift – 1905